# الدوري السوداني الممتاز

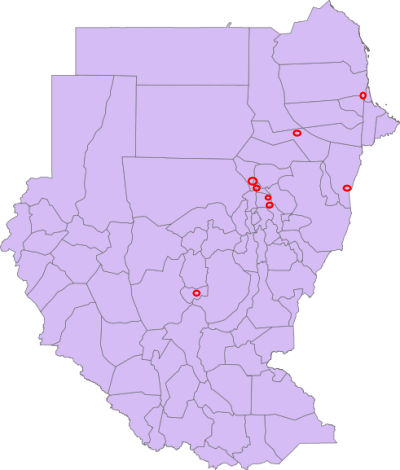
الدوري السوداني الممتاز 2009

الدوري السوداني الممتاز هي الدرجة العليا لكرة القدم في السودان، ويشارك في الدوري الممتاز 17 نادياً. وأُسّس في عام 1996 حيث حلّ مكان دوري السودان العام الذي أُسس عام 1965 وأُلغي عام 1995. يُعد الهلال هو الأكثر فوزاً بلقب الدوري برصيد 29 لقباً، يليه المريخ برصيد 19 لقباً.
لم يكتمل موسم 2022-23 وذلك بسبب الحرب الدائرة حالياً في السودان، ولاحقاً أعلن الاتحاد السوداني لكرة القدم أن الأندية التي ستمثل السودان في البطولات الأفريقية موسم 2023–24 بناءً على الترتيب الأخير لجدول الدوري قبل التوقف بسبب الحرب، حيث مثل السودان ناديا الهلال والمريخ في دوري أبطال إفريقيا واللذان احتلا المركزين الأول والثاني على التوالي. بينما مثل في كأس الكونفيدرالية الإفريقية ناديا حي العرب وحيدوب بعد احتلالهما للمركزين الثالث والرابع.

## نظام الدوري
يتنافس حاليًا 18 فريق في مجموعتين، يلعب كل فريق 34 مباراة على دورين ذهابًا وإيابًا. يتأهل أول فريقين لدوري أبطال أفريقيا، فيما يتأهل ثالث الدوري لكأس الكونفيدرالية الأفريقية في العام التالي. ويهبط أدنى ثلاثة فرق في الترتيب لدوري الدرجة الأولى. تُبث مباريات الدوري حاليًا على قناة الملاعب الرياضية ( Sudan Sport )

## الأندية الحالية
قائمة الأندية المتنافسة على الدوري الممتاز موسم 2018:- 
| النادي         | الموقع                        | الملعب           |
| -------------- | ----------------------------- | ---------------- |
| الأمل عطبرة    | عطبرة، ولاية نهر النيل        | ملعب عطبرة       |
| أهلي الخرطوم   | الخرطوم، ولاية الخرطوم        | ملعب الخرطوم     |
| أهلي شندي      | شندي، ولاية نهر النيل         | ملعب شندي        |
| أهلي عطبرة     | عطبرة، ولاية نهر النيل        | ملعب عطبرة       |
| أهلي مروي      | مروي، الولاية الشمالية        | ملعب مروي        |
| الخرطوم الوطني | الخرطوم، ولاية الخرطوم        | ملعب الخرطوم     |
| الشرطة القضارف | القضارف، ولاية القضارف        | ملعب القضارف     |
| كوبر           | الخرطوم بحري، ولاية الخرطوم   | ملعب الخرطوم     |
| المريخ         | أم درمان، ولاية الخرطوم       | ملعب المريخ      |
| مريخ الفاشر    | الفاشر، ولاية شمال دارفور     | ملعب الفاشر      |
| مريخ كوستي     | كوستي، ولاية النيل الأبيض     | ملعب كوستي       |
| حي العرب       | بورتسودان، ولاية البحر الأحمر | ملعب بورتسودان   |
| حي الوادي      | نيالا، ولاية جنوب دارفور      | ملعب نيالا       |
| نادي الهلال    | أم درمان، ولاية الخرطوم       | استاد الهلال     |
| هلال الأبيض    | الأبيض، ولاية شمال كردفان     | استاد قلعة شيكان |
| هلال الفاشر    | الفاشر، ولاية شمال دارفور     | ملعب الفاشر      |
| هلال كادوقلي   | كادوقلي، ولاية جنوب كردفان    | ملعب مورتا       |
| ود هاشم سنار   | سنار، ولاية سنار              | ملعب سنار        |

## سجل الأبطال

### دوري السودان
| - 1965: الهلال - 1966: لم تُقم البطولة - 1967: الهلال - 1968: الموردة - 1969: بري - 1970: الهلال - 1971: المريخ - 1972: المريخ - 1973: المريخ - 1974: المريخ - 1975: لم تُقم البطولة | - 1976: لم تُقم البطولة بسبب قرار الرياضة الجماهيرية - 1977: لم تُقم البطولة - 1978: المريخ - 1979: لم تُقم البطولة - 1980: لم تُقم البطولة - 1981: الهلال - 1982: المريخ - 1983: الهلال - 1984: الهلال - 1985: المريخ - 1986: الهلال | - 1987: الهلال - 1988: الموردة - 1989: الهلال - 1990: المريخ - 1991: الهلال - 1992: هلال الساحل - 1993: المريخ - 1994: الهلال - 1995: الهلال |

### الدوري السوداني الممتاز
| - 1996: الهلال - 1997: المريخ - 1998: الهلال - 1999: الهلال - 2000: المريخ - 2001: المريخ - 2002: المريخ - 2003: الهلال - 2004: الهلال - 2005: الهلال | - 2006: الهلال - 2007: الهلال - 2008: المريخ - 2009: الهلال - 2010: الهلال - 2011: المريخ - 2012: الهلال - 2013: المريخ - 2014: الهلال - 2015: المريخ | - 2016: الهلال - 2017: الهلال - 2018: المريخ - 2019: المريخ - 2020: المريخ - 2021: الهلال - 2022: الهلال - 2023: لم تُستكمل بسبب الحرب الأهلية السودانية |

## الأكثر تتويجاً

### حسب النادي
| النادي      | البطل | سنوات تحقيق البطولة |
| ----------- | ----- | --- |
| الهلال      | 29    | 1965، 1967، 1970، 1973، 1981، 1983، 1984، 1986، 1987، 1989، 1991، 1994، 1995، 1996، 1998، 1999، 2003، 2004، 2005، 2006، 2007، 2009، 2010، 2012، 2014، 2016، 2017، 2021، 2022 |
| المريخ      | 19    | 1971، 1972، 1974، 1978، 1982، 1985، 1990، 1993، 1997، 2000، 2001، 2002، 2008، 2011، 2013، 2015، 2018، 2019، 2020                                                             |
| الموردة     | 2     | 1968, 1988 |
| بري         | 1     | 1969 |
| هلال الساحل | 1     | 1992 |

### حسب الولاية
| الولاية            | عدد الألقاب | المدينة   | الأندية                               |
| ------------------ | ----------- | --------- | ------------------------------------- |
| ولاية الخرطوم      | 51          | أم درمان  | الهلال (29)، المريخ (19)، الموردة (2) |
| ولاية الخرطوم      | 51          | الخرطوم   | بري (1)                               |
| ولاية البحر الأحمر | 1           | بورتسودان | هلال الساحل (1)                       |

## قائمة الهدافين
قائمة هدافي الدوري في المواسم العشر الأخيرة:-
| الموسم | اللاعب                          | النادي                    | عدد الأهداف |
| ------ | ------------------------------- | ------------------------- | ----------- |
| 2010   | مدثر كاريكا                     | الهلال                    | 13          |
| 2011   | جوناس ساكوواها                  | المريخ                    | 19          |
| 2012   | كليتشي أوسونوا                  | المريخ                    | 18          |
| 2013   | مدثر كاريكا أوسماعيلا بابا      | الهلال أهلي شندي          | 12          |
| 2014   | محمد تراوري                     | المريخ                    | 12          |
| 2015   | أوغستين أوكرا محمد أحمد بشير    | المريخ الهلال             | 9           |
| 2016   | كليتشي أوسونوا                  | أهلي شندي                 | 38          |
| 2017   | محمد عبد الرحمن                 | المريخ                    | 22          |
| 2018   | وليد الشعلة                     | الهلال                    | 16          |
| 2019   | ريتشموند أنتوي                  | الخرطوم الوطني            | 11          |
| 2020   | وليد الشعلة رمضان عجب ياسر مزمل | الهلال المريخ الأهلي شندي | 15          |
| 2021   | محمد عبد الرحمن                 | الهلال                    | 27          |
| 2022   | مايكل أبوغي                     | هلال الساحل               | 18          |

## السجلات

### الأكثر تهديفاً
| اللاعب | اللاعب         | الفترة    | الأندية                                     | عدد الأهداف |
| ------ | -------------- | --------- | ------------------------------------------- | ----------- |
| 1      | كليتشي أوسونوا | 2006–2017 | الهلال، المريخ، الأهلي شندي                 | 160         |
| 2      | فيصل العجب     | 1997–2017 | المريخ، مريخ الفاشر، النيل شندي             | 122         |
| 3      | مهند الطاهر    | 2001–     | الميرغني، الهلال، هلال الأبيض، أهلي الخرطوم | 113         |

الخط الغامق يعني أن اللاعب لا يزال يلعب في الدوري.

## وصلات خارجية
- تاريخ البطولة - rsssf.com

https://m.kooora.com/default.aspx?c=21527
https://m.kooora.com/default.aspx?c=23470
https://www.kooora.com/?g=523&champs=true
https://ar.soccerway.com/national/sudan/premier-league/20202021/regular-season/r60803/tables/